# Memorial del Renaixement
El Memorial del Renaixement (en romanès: Memorialul Renașterii) és un memorial a Bucarest, Romania, que commemora les lluites i les víctimes de la Revolució romanesa de 1989, que va derrocar el comunisme. El complex del memorial es va inaugurar l'agost de 2005 a la plaça de la Revolució, on el dictador de l'època comunista de Romania, Nicolae Ceaușescu, va ser públicament derrocat el desembre de 1989.
El monument, dissenyat per Alexandru Ghilduș, presenta com a peça central un pilar de marbre de 25 metres d'alçada que arriba fins al cel, sobre el qual es col·loca una "corona" metàl·lica. L'obelisc està envoltat per uns 600 m² de plaça coberta de marbre i granit.
El monument va costar 5,6 milions de lei (aproximadament 1,2 milions d'⁣euros). El seu nom inicial era "Glòria eterna als herois i la revolució romanesa de desembre de 1989" (Glorie Eternă Eroilor și Revoluției Române din Decembrie 1989). El nom del monument al·ludeix al renaixement de Romania com a nació després del col·lapse del comunisme.